# Jack Miller (sciatore)
John Miller, detto Jack (Boulder, 20 marzo 1965), è un ex sciatore alpino statunitense.

## Biografia
Specialista delle prove tecniche originario di Sun Valley, Miller debuttò in campo internazionale in occasione dei Mondiali juniores di Auron 1982, dove ottenne come miglior piazzamento il 15º posto nella combinata; l'anno dopo nella rassegna iridata giovanile di Sestriere 1983 il suo miglior risultato fu ancora nella combinata, dove si piazzò 10º. Ai Campionati statunitensi vinse la medaglia d'argento nello slalom gigante nel 1985, mentre in Coppa del Mondo ottenne l'unico piazzamento l'11 marzo 1986 a Heavenly Valley in slalom speciale (11º); ai XV Giochi olimpici invernali di Calgary 1988, sua unica presenza olimpica nonché congedo agonistico, non completò né lo slalom gigante né lo slalom speciale. Non ottenne piazzamenti ai Campionati mondiali.

## Palmarès

### Coppa del Mondo
- Miglior piazzamento in classifica generale: 94º nel 1986

### Campionati statunitensi
- 1 medaglia (dati parziali, dalla stagione 1984-1985):
  - 1 argento (slalom gigante[1] nel 1985)